# Довжик (Полтавський район)
До́вжик — село в Україні, у Зіньківській міській громаді Полтавського району Полтавської області. Населення становить 482 осіб. До 2019 орган місцевого самоврядування — Проценківська сільська рада.

## Географія
Село Довжик знаходиться на відстані до 2-х км від сіл Саранчівка та Тимченки. До села примикає невеликий лісовий масив урочище Задовжик.

## Історія
1859 року у козацькому і власницькому селі налічувалось 69 дворів, мешкало 358 осіб (176 чоловічої статі та 182 — жіночої). Функціонував завод.
У Національній книзі пам'яті жертв Голодомору 1932—1933 років в Україні перелічено 12 жителів села, що загинули від голоду.
У Державному архіві Сумської області зберігаються метричні книги (1899—1914 рр.) Миколаївської церкви с. Довжик Зіньківського повіту Полтавської губернії.
12 червня 2020 року, відповідно до розпорядження Кабінету Міністрів України № 721-р «Про визначення адміністративних центрів та затвердження територій територіальних громад Полтавської області», село увійшло до складу Зіньківської міської громади.

19 липня 2020 року, в результаті адміністративно - територіальної реформи та ліквідації Зіньківського району, село увійшло до складу новоутвореного Полтавського району Полтавської області.

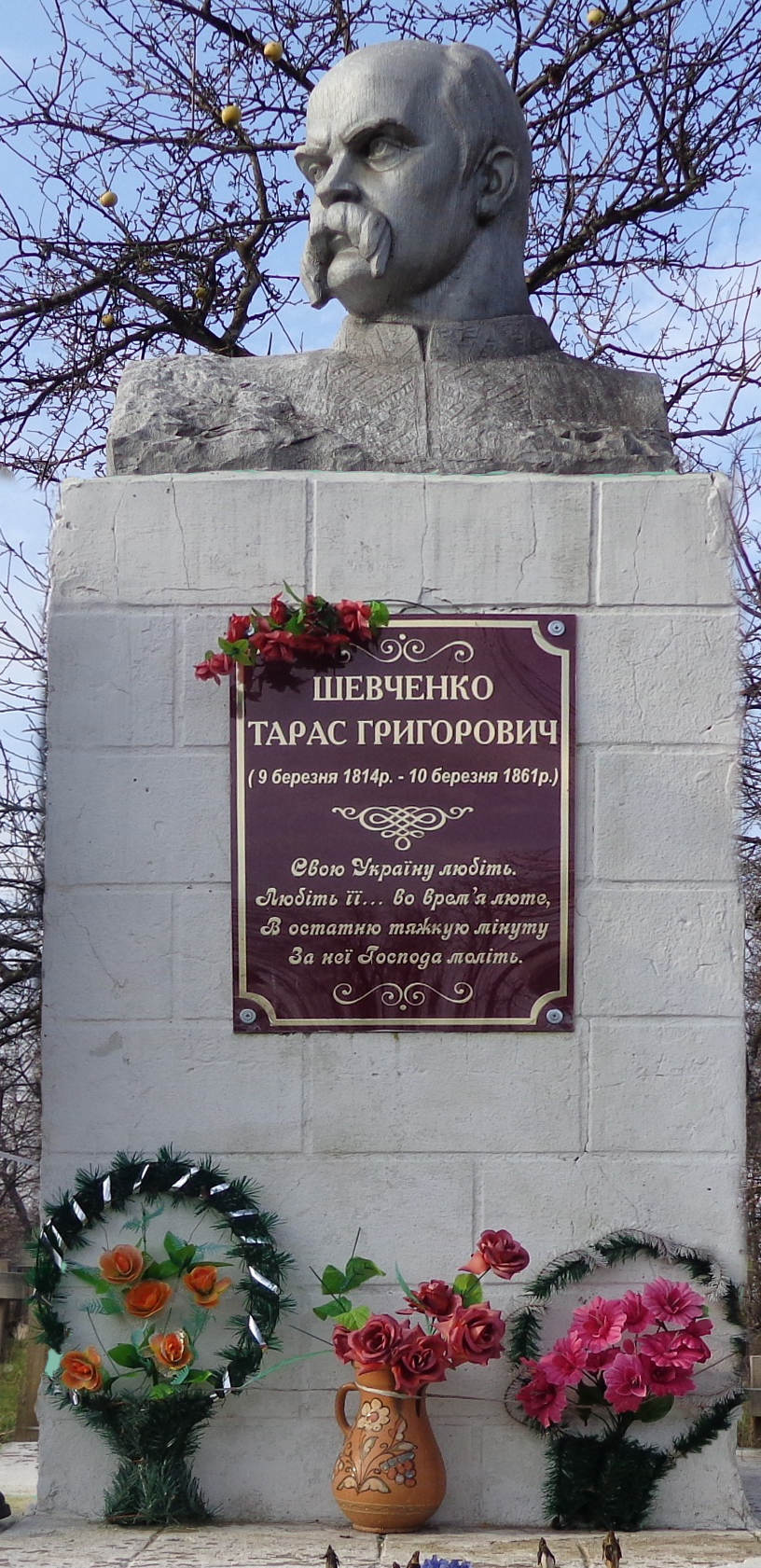
Пам'ятник-бюст Т. Г. Шевченку

## Населення

### Мова
Розподіл населення за рідною мовою за даними перепису 2001 року:
| Мова            | Кількість | Відсоток |
| --------------- | --------- | -------- |
| українська      | 435       | 90.25%   |
| російська       | 15        | 3.11%    |
| інші/не вказали | 32        | 6.64%    |
| Усього          | 485       | 100%     |

## Пам'ятки
Місцевого значення:
- Пам'ятник-бюст Т. Г. Шевченку
- Братська могила радянських воїнів

## Уродженці
- Добряк Дмитро Семенович (26 червня 1937) — український вчений-економіст, фахівець у галузі землеустрою.
- Стативка Борис Павлович (9 серпня 1932) — Заслужений працівник культури України.
- Трипільська Єлизавета Романівна (19 листопада (1 грудня) 1881—1958, Баку) — український скульптор.